# 優鶴湖
優鶴湖，是日本現役純種競賽馬匹，目前主要勝場有日經新春盃、鳴尾紀念及京都紀念。

## 出賽前
2018年3月19日出生於北海道安平町北部牧場，所有權歸於母系馬主金子真人旗下，馬主名義則以其經營的公司金子真人控股登錄。
其後交由栗東訓練中心練馬師友道康夫訓練。

## 競賽生涯

### 2歲
2020年7月12日出戰阪神競馬場2歲新馬戰，雖然出閘稍有不順，但仍然可以搶前並進佔第四的位置。進入直路後，其展現出不俗的步伐展開加速，最終成功領先後亦能抵擋後方的追擊，以3/4馬位優勢取得首勝。
其後出戰紫菊賞，保持於馬群之下於進入直路後向外取位，奮力加速之下最終於最後關頭超越內欄的大恩不謝以頸位取得冠軍。
12月26日直接出戰希望錦標，比賽初段保持於靠後位置下於中段開始於外檔位置加速爬升，通過最後彎道時開始望空準備加速。進入直路後，其於所在位置展現出優秀的加速力並轟出後600米36.4秒的末腳速度，可惜仍然未能超越一早出頭的野田小子及堅之石，最終以第三落敗。

### 3歲
2021年首戰為2月7日的如月賞，比賽初段仍然賽後居中戰術保持於約莫第九，進入直路後隨即以優秀的反應開步加速，然而再度受限於留得較後的劣勢，最終不敵前置的適度以亞軍完賽。
其後挑戰經典三冠賽事，但於皋月賞中未能最大程度加速僅得第五，出戰東京優駿（日本打吡）亦於直路表現不佳以第七完賽。

### 4歲
2022年1月16日，優鶴湖休養大半年後以日經新春盃作為目標。比賽開始後，其保持於中團位置穩步推進，由始至終保持於第九左右。進入直路後，其於外檔位置瞬間啟動並不斷縮窄和前方的距離，最終超越前方所有賽駒下亦能繼續壓制一同衝出的第一人氣賽駒星光速，以3/4馬位優勢取得首個分級賽冠軍。
其後陣營原定安排其出戰大阪盃，但於賽前出現肌腱炎的情況下不得不進入長期休養，最終直接跳過了5歲生涯。

### 6歲
2024年於金鯱賞復出，出戰時隔2年2個月的賽事。比賽開始後，其於順利出閘的情況下採用與以往不同的前置戰術，並一直跟隨前方領放的Air Sage及Season Rich前進。進入直路後，其速度並未因長期休養顯得生疏，於不斷衝刺維持速度下成功堅守位置，最終僅敗於分別由內欄及外檔衝出的先見及堅韌力，以第三的戰績完成自身的復出戰。
5月5日以新潟大賞典作為目標，本次比賽重新採用休養前擅長的居中戰術，保持於第九的位置下於通過彎道時向外抽出準備望空。進入直路後，其再度爆發出不俗的末腳，最終跑獲一席季軍。
其後於6月初出戰鳴尾紀念，賽前為第二人氣，但由於第一人氣君王之王閘前退出而躍升大熱。比賽開始後，其保持於先頭第五的位置展開推進，於比賽途中一直維持穩定的節奏，通過第三、四彎道時仍然處於此位置。進入直路後，其於中檔位置殺出並於最後關頭取得領先，同時成功抵擋外檔同主馬皇庭譜曲的追擊，以頭位優勢險勝取得睽違2年5個月的勝利。
10月6日以每日王冠作為秋季起動戰，比賽途中以居中的姿態作為戰術穩步推進，但於直路上僅能維持較為均速的衝刺，最終以第七完賽。

### 7歲
2025年繼續現役下以京都紀念作為首戰，比賽初段其憑借不俗的出閘留守內欄先頭位置，一直處於有遮擋的狀態前進，在第四彎道處開始加速上前。進入直路後，其成功望空並於巴氏金屬及魔神星雲之間尋找到空隙衝刺，稍為發力之下逐步透出，最終亦能壓贏內欄上前的能量晶石，取得第三個分級賽冠軍。
其後乘勢出戰大阪盃，本次比賽出閘後以較為緩慢的速度貼欄，選擇留守尾二的位置追走，在彎道處亦未有太大抽出外檔取位的動作。進入直路後，其繼續在內欄位置等待時機，於前方的賽駒稍為散開後穿入馬群之中加速上前，雖然最終未能戰勝率先透出的寶徠歌劇及外檔衝出的君王之王，但仍然壓贏潛心鍛鍊跑獲季軍。
6月選擇以寶塚紀念作為目標，本次比賽維持在中團靠前位置，於第三彎道至第四彎道之間稍為上前，但在直路上未能堅守位置下一直後退，最終以包尾大敗。

### 詳細賽績
| 日期       | 舉辦國家 | 馬場 | 距離   | 級別 | 賽事名稱   | 負重 | 騎師     | 馬號 | 出馬 | 名次 | 時間   | 頭馬（二馬）     |
| ---------- | -------- | ---- | ------ | ---- | ---------- | ---- | -------- | ---- | ---- | ---- | ------ | ---------------- |
| 12/7/2020  | 日本     | 阪神 | 草1800 |      | 2歲新馬    | 54   | 武豐     | 6    | 7    | 1    | 1:51.4 | （Sefer Rasiel） |
| 17/10/2020 | 日本     | 京都 | 草2000 |      | 紫菊賞     | 55   | 福永祐一 | 4    | 5    | 1    | 2:04.6 | （大恩不謝）     |
| 26/10/2020 | 日本     | 中山 | 草2000 | GI   | 希望錦標   | 55   | 武豐     | 2    | 15   | 3    | 2:03.1 | 野田小子         |
| 7/2/2021   | 日本     | 中京 | 草2000 | GIII | 如月賞     | 56   | 武豐     | 3    | 11   | 2    | 2:01.0 | 適度             |
| 18/4/2021  | 日本     | 中山 | 草2000 | GI   | 皋月賞     | 57   | 岩田望来 | 6    | 16   | 5    | 2:01.2 | 樂透心           |
| 30/5/2021  | 日本     | 東京 | 草2400 | GI   | 東京優駿   | 57   | 川田將雅 | 8    | 17   | 7    | 2:23.1 | 大帝             |
| 16/1/2022  | 日本     | 中京 | 草2200 | GII  | 日經新春盃 | 55   | 川田將雅 | 10   | 16   | 1    | 2:11.7 | （星光速）       |
| 10/3/2024  | 日本     | 中京 | 草2000 | GII  | 金鯱賞     | 57   | 藤岡康太 | 6    | 13   | 3    | 1:58.5 | 先見             |
| 5/5/2024   | 日本     | 新潟 | 草2000 | GIII | 新潟大賞典 | 59   | 荻野極   | 1    | 16   | 3    | 2:00.3 | Yamanin Salvum   |
| 1/6/2024   | 日本     | 京都 | 草2000 | GIII | 鳴尾紀念   | 57   | 岩田望來 | 9    | 14   | 1    | 1:57.2 | （皇庭譜曲）     |
| 6/10/2024  | 日本     | 東京 | 草1800 | GII  | 每日王冠   | 57   | 岩田望來 | 12   | 14   | 7    | 1:45.4 | 幸運銀幣         |
| 16/2/2025  | 日本     | 京都 | 草2200 | GII  | 京都紀念   | 57   | 岩田望來 | 1    | 12   | 1    | 2:15.7 | （能量晶石）     |
| 6/4/2025   | 日本     | 阪神 | 草2000 | GI   | 大阪盃     | 58   | 岩田望來 | 7    | 15   | 3    | 1:56.5 | 寶徠歌劇         |
| 15/6/2025  | 日本     | 阪神 | 草2200 | GI   | 寶塚紀念   | 58   | 岩田望來 | 9    | 17   | 17   | 2:14.4 | 名將田原         |

## 血統簡介
父系大震撼爲日本賽駒，爲日本賽馬史上第二匹無敗三冠馬，生涯出戰十四場賽事僅得兩場未能勝出，退役後配種成績亦極爲優秀。祖父週日寧靜是美國三冠賽雙冠馬，退役後在日本配種，在日本馬壇相當成功，贏得多項分級賽事，其子嗣贏得巨額獎金。
母系Crow Canyon為日本賽駒，生涯僅勝出一場賽事。外祖父French Deputy爲美國賽駒，曾勝出二級賽。

### 血統表
| 父線：週日寧靜系（Halo系）          |                              |                 |                 |
| 種馬 大震撼 2002年（棗色）          | 週日寧靜 1986年（棕色）      | Halo            | Hail to Reason  |
| 種馬 大震撼 2002年（棗色）          | 週日寧靜 1986年（棕色）      | Halo            | Cosmah          |
| 種馬 大震撼 2002年（棗色）          | 週日寧靜 1986年（棕色）      | Wishing Well    | Understanding   |
| 種馬 大震撼 2002年（棗色）          | 週日寧靜 1986年（棕色）      | Wishing Well    | Mountain Flower |
| 種馬 大震撼 2002年（棗色）          | 風中秀髮 1991年（棗色）      | Alzao           | 利法爾          |
| 種馬 大震撼 2002年（棗色）          | 風中秀髮 1991年（棗色）      | Alzao           | Lady Rebecca    |
| 種馬 大震撼 2002年（棗色）          | 風中秀髮 1991年（棗色）      | Burghclere      | Busted          |
| 種馬 大震撼 2002年（棗色）          | 風中秀髮 1991年（棗色）      | Burghclere      | Highclere       |
| 繁殖雌馬 Crow Canyon 2002年（栗色） | French Deputy 1990年（栗色） | Deputy Minister | Vice Regent     |
| 繁殖雌馬 Crow Canyon 2002年（栗色） | French Deputy 1990年（栗色） | Deputy Minister | Mint Copt       |
| 繁殖雌馬 Crow Canyon 2002年（栗色） | French Deputy 1990年（栗色） | Mitterand       | Hold Your Peace |
| 繁殖雌馬 Crow Canyon 2002年（栗色） | French Deputy 1990年（栗色） | Mitterand       | Laredo Lass     |
| 繁殖雌馬 Crow Canyon 2002年（栗色） | Kurokoma 1993年（棕色）      | Caerleon        | 尼真斯基        |
| 繁殖雌馬 Crow Canyon 2002年（栗色） | Kurokoma 1993年（棕色）      | Caerleon        | Foresseer       |
| 繁殖雌馬 Crow Canyon 2002年（栗色） | Kurokoma 1993年（棕色）      | Milde           | Desert Wine     |
| 繁殖雌馬 Crow Canyon 2002年（栗色） | Kurokoma 1993年（棕色）      | Milde           | Margie Belle    |
| 雌系：號族：4-n                     |                              |                 |                 |
| 五代內近親交配：北地舞人 5×5×5      |                              |                 |                 |

## 命名由來
名字Yoho Lake（ヨーホーレイク）是位於洛磯山脈加拿大卑詩省一段上的幽鶴國家公園中的湖泊，香港則採用同音不同字的「優鶴湖」作為翻譯。

## 外部連結
- 優鶴湖 netkeiba.com （页面存档备份，存于）
- 血統表